# 小倉唯
小倉 唯（おぐら ゆい、1995年8月15日 - ）は、日本の声優、歌手、女優、モデル。群馬県みどり市出身。スタイルキューブ所属。レコードレーベルは日本コロムビア。ゆいかおりのメンバーでもあり、かつてはStylipSとしても活動していた。公式ファンクラブはYui's＊company.。

## 来歴
幼稚園の頃、自分もテレビに出たいと言い出したところ、その発言を聞いた親が真に受け、姉が劇団東俳に応募。映画『わたしのグランパ』で初出演し、小学校卒業まで子役として活動する。
モーニング娘。や松浦亜弥に憧れてハロー!プロジェクトが所属するアップフロントグループのオーディションに参加。ハロプロの選考に漏れたものの、声が魅力的だと判断され、「声の芝居にもチャレンジしてほしい」とのことで新設されたアニメ・声優部門のアップフロントスタイル（現・スタイルキューブ）に採用された。2008年から事務所のプロジェクト「HAPPY! STYLE」にて、HAPPY!STYLE Rookiesのメンバーとしてライブ活動を開始。翌2009年でグループを卒業となるが、同プロジェクトの過程で石原夏織とのユニットゆいかおりが結成される（2009年9月インディーズデビュー、翌2010年5月メジャーデビュー）。
初音ミクと身長が同じくらいで、年齢が近く、ダンスも出来たことから2009年7月2日発売のPSP用ソフト「初音ミク〜Project DIVA〜」の初音ミクのモーションアクターを担当した。
2009年11月にテレビアニメ『夢色パティシエール』第6話の小泉りんご役でアニメ初出演。2011年7月にテレビアニメ『神様のメモ帳』で初のメインヒロイン役となるアリス役を演じる。また同年8月、RO-KYU-BU!の一員としてAnimelo Summer Liveに初出演、2013年にはソロでも出演した。
2011年12月に、松永真穂・能登有沙・石原夏織とのユニットStylipSを結成し、翌年2月にCDデビュー（学業との両立が困難という理由で、2013年4月20日に石原夏織と共にStylipSからの卒業を発表）。
2012年4月1日にゆいかおりと同じキングレコードMM制作部（後のキング・アミューズメント・クリエイティブ本部）からのソロデビューを発表し、同年7月18日にデビューシングル「Raise」を発売した。
2015年7月5日、パシフィコ横浜にて『小倉唯 1st LIVE「HAPPY JAM」』を開催、2016年1月1日、クレアボイスへ移籍。同年7月9日から8月14日にかけて自身初となるライブツアー『小倉唯 1st LIVE TOUR「High-Touch☆Summer」』を、出身地群馬を含む4会場全5公演で開催。同年10月14日、出身地であるみどり市の観光大使に就任することが発表される（さらに2023年3月、群馬県から「ぐんま特使」を受嘱。）。
2017年3月5日、日本武道館にて、キングレコードに所属する自身、上坂すみれ、水瀬いのりの3名で「KING SUPER LIVE 2017 TRINITY」を開催。2017年3月31日、ゆいかおりでの音楽活動を同年6月30日をもって活動休止することを、ゆいかおり公式サイトで発表。
2017年10月9日、自身がパーソナリティを務めるラジオ番組『小倉唯のyui*room』にて小倉唯オフィシャルファンクラブを設立することを発表。10月8日を仮オープンとし、ファンクラブの名称の公募を開始した。2017年12月23日、小倉唯のLINE LIVE#7番組内でファンクラブ名を「ゆいゆい＊カンパニー」とすることを発表し、12月24日に正式オープンした。
2018年3月、昭和女子大学人間社会学部心理学科を卒業。
2019年5月31日、同年8月15日よりファンクラブの運営会社を株式会社モストカンパニーへ変更し、ファンクラブ名を「Yui's＊Company.」に変更することを発表。
2020年5月9日、個人Twitterアカウントと個人YouTubeチャンネルを開設（2025年5月、個人チャンネルが銀の盾を獲得）。
2022年8月15日、所属レーベルを日本コロムビアに移籍。
2023年7月15日、自身のアーティストデビュー10周年を記念した衣装展「ゆいくろーぜっと」を開催。
2025年5月12日、ゆいかおりメジャーデビュー15周年を記念しスペシャルイベントの開催が発表された。

## 人物
- 名前は「たった一つの宝物」という意味から付けられた[43]。3人姉妹の末っ子[44]。2人の姉は双子であり、小倉本人とは15歳離れている[44]。
- 趣味は愛犬の散歩、カラオケ、ショッピング、読書、料理、ハンバーガー屋巡り、菓子作り、ASMR動画鑑賞、コスメや美容グッズの収集。特技はフラフープ、メイクアップ、コーディネート、I字バランス、開脚、水泳、クラシックバレエ、ジャズダンス、タップダンス、スプーン曲げ、ヘアアレンジ。好きな動物はカワウソでライブのグッズやLINEスタンプ[45]、ファンクラブのイメージキャラクターとして用いている。好きな食べ物はチーズナン、乳製品、ハンバーガー、ラムネ（特にクッピーラムネ）、ポテトチップス、のど飴である。好きなドラマは『ドクターX〜外科医・大門未知子〜』で、これをパロディー化したショートムービーを「小倉唯 Memorial LIVE 2023〜To the 11'Eleven〜」の幕間映像で上演している[46]。好きなアニメは『コジコジ』[47]、好きな映画はホラー映画[48]。
- 声優デビューは事務所から「変わった声を生かそう」と勧められ、アニメの仕事を持ってきてくれたのがきっかけ[49]。なお、実際の声優デビュー作はオンラインゲーム『internet Adventure』のアバターボイスからである[5][20]。子役の頃から自分の声にコンプレックスを抱えていたため、事務所独自のボイストレーニングを受ける[50]。芝居に悩みつつも声優の仕事を重ねていくにつれ、自分の声に前向きに取り組めるようになった[49][19]。中学生の時カウンセラーと話したことで救われたことがきっかけで大学卒業後は声優を引退し心理カウンセラーに就職することも真剣に考えていたが、大学で芸能界に関わっていない同世代の価値観を目の当たりにし、社会人として生きる大変さや今目の前に仕事があるありがたさに気付き、声優を続けようと決めた[49][19]。
- 『ロウきゅーぶ!』での共演以降、日高里菜とは公私ともに親交が厚く、小倉は日高のことを「ちゃんりな」、日高は小倉のことを「ちゃんゆい」というニックネームで呼んでいる。日高は小倉の1学年上ということもあって[注 3]、小倉は学業と声優業を両立する日高を見て自身も頑張ろうと思い、受験の時にはアドバイスをしてもらったり、仕事に関してもお互いの悩みを相談し合うこともあった。もえのあずきともプライベートなどで食事に行くなどの親交がある[52][53]。
- 小倉の活躍に影響を受けて声優業界に入った者は、大西亜玖璃が挙げられる[54][55]。
- 2019年半ば頃、愛犬コナン（チワワ）15歳過ぎにて永眠。病気の為に死去する1年以上前には実家の方で暮らしていた。何回か実家へ来訪する思いがあったが、家族があえて実家に近づかせないようにしていて、しばらくして亡くなった事、すでに埋葬までを済ませていた事を父親が本人へ伝える。家族間では死去をすぐ伝えるのが良いのかと葛藤したが、それもこれも本人への思いがあっての事だと伝える。この事を本人が知ったのはその時で、その思いが受け止められないまま時間が経過していたが、2020年5月19日、自身のyoutubeチャンネル『今までありがとう。』にて、コナンが亡くなった事やそれを本人が知った経緯などを動画にて話す。そして、2020年5月20日、ブログにてコナンの誕生日にその思いをつづる[56]。
- 2020年8月7日、新しく3匹の子犬を迎える[57][58]。 1匹目、シフォン：オス（ホワイト&クリーム）、2匹目、ルパン：オス（ブラック&タン）、3匹目、マフィン：オス（チョコタン&ホワイト。こちらは実家で飼われることになる）。2020年12月9日、「Very Merry Happy Christmas」MUSIC VIDEOにて、愛犬2匹と初めて映像作品で共演した。
- 2023年12月21日、『MAQUIAフェイスオブザイヤー2023』を受賞。"美容界に新風を巻き起こす" と、その年の美容界を牽引した人物として2023年の美容人に輝いた[59]。

## 出演
太字はメインキャラクター。

### テレビアニメ
2009年
- 夢色パティシエール（2009年 - 2010年、小泉りんご、ミント） - 2シリーズ

2010年
- 怪盗レーニャ（わっぱ）
- kiss×sis（女子）
- 会長はメイド様!（幸村るり、女子B、女性客B、妹、女子中学生A、女の子）
- 俺の妹がこんなに可愛いわけがない（2010年 - 2013年、黒猫の妹 / 五更珠希） - 2シリーズ

2011年
- ロウきゅーぶ!（2011年 - 2013年、袴田ひなた） - 2シリーズ
- 神様のメモ帳（アリス）
- まよチキ!（チョコ）
- C3 -シーキューブ-（人形原黒絵）

2012年
- ハイスクールD×D（2012年 - 2018年、片瀬） - 4シリーズ
- アクエリオンEVOL（ユノハ・スルール）
- SKET DANCE（中馬錫）
- つり球（さくら）
- 咲-Saki-阿知賀編 episode of side-A（2012年 - 2013年、園城寺怜）
- 氷菓（善名嘉代）
- カンピオーネ! 〜まつろわぬ神々と神殺しの魔王〜（アテナ）
- 織田信奈の野望（竹中半兵衛）
- この中に1人、妹がいる!（宝生柚璃奈、妹電話）
- さくら荘のペットな彼女（2012年 - 2013年、神田優子）

2013年
- ヤマノススメ（2013年 - 2022年、青羽ここな） - 4シリーズ
- 妖狐×僕SS（河住花）
- 変態王子と笑わない猫。（筒隠月子）
- 超次元ゲイム ネプテューヌ THE ANIMATION（ロム / ホワイトシスター・ロム）
- てーきゅう（2013年 - 2017年、トマリン） - 6シリーズ
- 夜桜四重奏 〜ハナノウタ〜（桜野小姫）
- 機巧少女は傷つかない（小紫）

2014年
- 最近、妹のようすがちょっとおかしいんだが。（寿日和）
- Z/X IGNITION（各務原あづみ）
- 47都道府犬R（群馬犬）
- ブラック・ブレット（布施翠）
- クロスアンジュ 天使と竜の輪舞（2014年 - 2015年、クリス）
- 超爆裂異次元メンコバトル ギガントシューター つかさ（富乃小路金富）
- ガールフレンド（仮）（朝比奈桃子）

2015年
- ユリ熊嵐（泉乃純花）
- 聖剣使いの禁呪詠唱（四門摩耶）
- DOG DAYS"（アリア）
- 城下町のダンデライオン（櫻田光）
- ULTRA SUPER ANIME TIME（2015年 - 2016年、ジングルテーマ「ウルトラスーパーアニメタイム」において、スマ子役でChorusを担当）
- 下ネタという概念が存在しない退屈な世界（びんかんちゃん）
- うーさーのその日暮らし 夢幻編（スマ子、美女C）

2016年
- カードファイト!! ヴァンガードG ストライドゲート編（レミー・アルテナ）
- レガリア The Three Sacred Stars（ティア・クレイス）
- 双星の陰陽師（2016年 - 2017年、膳所美玖）
- ViVid Strike!（リンネ・ベルリネッタ、ウラカン）

2017年
- 政宗くんのリベンジ（2017年 - 2023年、早瀬絹江） - 2シリーズ
- スクールガールストライカーズ Animation Channel（菜森まな）
- AKIBA'S TRIP -THE ANIMATION-（ぴゅう子）
- クレヨンしんちゃん（2017年 - 2021年、クロ、シン・デレイラ）
- この素晴らしい世界に祝福を!2（アクシズ教徒 / 同級生を名乗る女）
- ひなこのーと（柊真雪）
- sin 七つの大罪（ベルゼバブ）
- ひなろじ〜from Luck & Logic〜（桐谷華凛、ケロベロス）
- 天使の3P!（ボーカルソフト音声）
- 徒然チルドレン（上根綾香）
- はじめてのギャル（藤ノ木寧音）
- 鬼灯の冷徹（2017年 - 2018年、座敷童子・二子） - 2シリーズ
- UQ HOLDER! 〜魔法先生ネギま!2〜（夏凜）
- ブレンド・S（レース）

2018年
- ポプテピピック（星降そそぐ）
- りゅうおうのおしごと!（シャルロット・イゾアール）
- からかい上手の高木さん（2018年 - 2022年、月本サナエ） - 3シリーズ
- HUGっと!プリキュア（2018年 - 2019年、輝木ほまれ / キュアエトワール）
- ハクメイとミコチ（コハル）
- バジリスク 〜桜花忍法帖〜（千姫）
- 踏切時間（トモ）
- ラストピリオド -終わりなき螺旋の物語-（少女）
- お前はまだグンマを知らない（実、家城瑛南〈イエティー〉）
- 音楽少女（迎羽織）
- ゆらぎ荘の幽奈さん（伏黒夜々）
- 寄宿学校のジュリエット（王手李亞、与太郎）
- ゴブリンスレイヤー（2018年 - 2023年、女神官） - 2シリーズ
- 俺が好きなのは妹だけど妹じゃない（氷室舞）

2019年
- ぱすてるメモリーズ（舞子ちまり）
- ドラえもん（テレビ朝日版第2期）（娘）
- ありふれた職業で世界最強（2019年 - 2024年、ミュウ） - 3シリーズ
- アフリカのサラリーマン（ゴリ美、キリンの店員、ハニーその2）
- Z/X Code reunion（各務原あづみ）

2020年
- ＜Infinite Dendrogram＞-インフィニット・デンドログラム-（キューコ）
- ぼくのとなりに暗黒破壊神がいます。（ちかこ）
- マギアレコード 魔法少女まどか☆マギカ外伝（2020年 - 2022年、二葉さな / 電波塔の笑い声） - 3シリーズ
- 理系が恋に落ちたので証明してみた。（2020年 - 2022年、山本亜梨華） - 2シリーズ
- シャドウバース（2020年 - 2024年、黒羽アリス、ルナ） - 2シリーズ
- プリンセスコネクト!Re:Dive（2020年 - 2022年、キョウカ） - 2シリーズ
- うまよん（マンハッタンカフェ / ダークマンハッタンC）
- 土下座で頼んでみた（崖坂みのり、姉歯結亜、思井綾芽）
- ぐらぶるっ!（ハリエ）

2021年
- ブラッククローバー（ヴァニカ・ゾグラティス）
- 最響カミズモード!（ピュアモンスーン）
- 蜘蛛ですが、なにか?（スーレシア）
- 乙女ゲームの破滅フラグしかない悪役令嬢に転生してしまった…X（セリーナ・バーグ）
- うらみちお兄さん（子供、局長の娘）
- ジャヒー様はくじけない!（こころ）
- ぐんまちゃん（2021年 - 2023年、みーみ、ハニワB、宇宙みーみ、中居さん、制作ハニワ） - 2シリーズ
- プラチナエンド（2021年 - 2022年、ナッセ）
- ワッチャプリマジ!（2021年 - 2022年、はにたん）

2022年
- ぷちセカ（花里みのり）
- ポケットモンスター（マリィ）
- もっと!まじめにふまじめ かいけつゾロリ（ニリン）
- 史上最強の大魔王、村人Aに転生する（ヴェーダ・アル・ハザード）
- 社畜さんは幼女幽霊に癒されたい。（ミコ）
- 彼女、お借りします（汐織）
- 夫婦以上、恋人未満。（浜野めい、橋本マリン）
- ヒューマンバグ大学（根岸千恵、マリア）
- アキバ冥途戦争（薫子）
- 「艦これ」いつかあの海で（2022年 - 2023年、龍鳳）

2023年
- 最強陰陽師の異世界転生記（ユキ〈管狐〉）
- 私の百合はお仕事です!（白鷺陽芽）
- この素晴らしい世界に爆焔を!（アクシズ教徒）
- 異世界召喚は二度目です（シロネコ）
- おじゃる丸（あ坊、オバケ）
- ビックリメン（十字架 / 黒十字架天女）
- オチビサン（2023年 - 2024年、アカメちゃん、ぼんぼり）
- アークナイツ（2023年 - 2025年、ロスモンティス） - 2シリーズ

2024年
- 最強タンクの迷宮攻略〜体力9999のレアスキル持ちタンク、勇者パーティーを追放される〜（マニシア）
- メタリックルージュ（ジル・スタージョン）
- ブルーアーカイブ The Animation（シロコ）
- アストロノオト（上町葵）
- ワンルーム、日当たり普通、天使つき。（リリーシュカ）
- さようなら竜生、こんにちは人生（ラフラシア）
- パーティーから追放されたその治癒師、実は最強につき（キース）
- アイドルマスター シャイニーカラーズ 2nd season（瀬野あすみ）

2025年
- 忍者と殺し屋のふたりぐらし（吉田碧子）
- スライム倒して300年、知らないうちにレベルMAXになってました 〜そのに〜（サンドラ）
- 俺は星間国家の悪徳領主!（ロイネ）
- 機動戦士Gundam GQuuuuuuX（ヴァーニ）

### 劇場アニメ
2016年
- 劇場版 艦これ（天津風）

2018年
- 映画 プリキュアスーパースターズ!（輝木ほまれ / キュアエトワール）
- 映画 HUGっと!プリキュア♡ふたりはプリキュア オールスターズメモリーズ（輝木ほまれ / キュアエトワール）
- K SEVEN STORIES Episode4「Lost Small World 〜檻の向こうに〜」（大貝阿耶）

2019年
- 映画 プリキュアミラクルユニバース（輝木ほまれ / キュアエトワール）
- パンドラとアクビ（パンドラ） - 前後編

2020年
- 映画 プリキュアミラクルリープ みんなとの不思議な1日（輝木ほまれ / キュアエトワール）
- モンスターストライク THE MOVIE ルシファー 絶望の夜明け（パンドラ）
- 君は彼方（円佳）

2022年
- 劇場版 からかい上手の高木さん（月本サナエ）

2023年
- 機甲英雄 劇場版 我與我等於無限大（茉莉、鏡像 茉莉）
- 劇場版 ポールプリンセス!!（東坂ミオ）

2024年
- ウマ娘 プリティーダービー 新時代の扉（マンハッタンカフェ）

2025年
- 劇場版プロジェクトセカイ 壊れたセカイと歌えないミク（花里みのり）

### OVA
2011年
- .hack//Quantum（ハーミット）

2012年
- 妖狐×僕SS（河住花） - Blu-ray&DVD第7巻TV未放映話
- C3 -シーキューブ-（人形原黒絵） - BD/DVD第5巻TV未放送話
- ナゾトキ姫は名探偵♥（ちゆ）
- ハイスクールD×D（片瀬） - 小説第13巻BD付限定版

2013年
- OVAの中に1人、妹がいる!（ペリンちゃん）
- ヤマノススメ（2013年 - 2015年、青羽ここな） - 2シリーズ
- ロウきゅーぶ!（袴田ひなた） - PSPソフト『ロウきゅーぶ! ひみつのおとしもの』限定版同梱DVD

2014年
- 最近、妹のようすがちょっとおかしいんだが。（寿日和） - コミックス第7巻BD付き特装版
- 超次元ゲイム ネプテューヌ THE ANIMATION（ロム / ホワイトシスター・ロム） - Blu-ray/DVD第7巻#13
- てーきゅう（2014年 - 2017年、トマリン） - 3シリーズ
- 機巧少女は傷つかない（小紫） - Vol.II・VI

2015年
- 創勢のアクエリオンEVOL（河津ユノ、ユノハ・スルール）
- DOG DAYS"（アリア）
- 鬼灯の冷徹（2015年 - 2020年、座敷童子・二子） - コミックス第18・19・24・31巻DVD付き限定版

2017年
- ViVid Strike!（リンネ・ベルリネッタ、ウラカン） - Blu-ray/DVD第2・3・4巻新作OVA
- UQ HOLDER! 〜魔法先生ネギま!2〜（2017年 - 2018年、夏凜） - コミック第14・16・17巻OAD付き限定版
- ヤマノススメ おもいでプレゼント（青羽ここな）
- 『sin 七つの大罪』ショートアニメ「懺悔録」（ベルゼバブ） - Web未公開エピソード
- はじめてのギャル（藤ノ木寧音） - コミックス第5巻BD付き限定版

2018年
- ゆらぎ荘の幽奈さん（2018年 - 2020年、伏黒夜々） - コミックス第11・12・13・24巻アニメBD同梱完全受注限定版
- からかい上手の高木さん（サナエ） - コミックス第9巻OVA付き特別版
- 政宗くんのリベンジ（早瀬絹江、遙花） - コミックス第10巻OAD付き特装版
- 怪獣娘（黒）〜ウルトラ怪獣擬人化計画〜（ガタノゾーア）
- ウマ娘 プリティーダービー BNWの誓い（マンハッタンカフェ）

2019年
- 俺が好きなのは妹だけど妹じゃない （氷室舞） - BD/DVD第1・2巻新規短編アニメーション
- OVA 超次元ゲイム ネプテューヌ（2019年 - 2022年、ロム） - 3シリーズ
- ありふれた職業で世界最強（2019年 - 2022年、ミュウ） - 2シリーズ

2020年
- ゴブリンスレイヤー -GOBLIN'S CROWN-（女神官）

2021年
- うまよん（マンハッタンカフェ） - Blu-ray BOX新作ショートアニメ

2022年
- ありふれた職業で世界最強 幻の冒険と奇跡の邂逅（ミュウ） - 小説第13巻特装版

### Webアニメ
2013年
- 俺の妹がこんなに可愛いわけがない。TV未放送分（五更珠希）

2016年
- ガールフレンド（♪）（朝比奈桃子）
- ゾンミちゃん（ゾンミちゃん）
- モンスターストライク（2016年 - 2019年、パンドラ）

2017年
- モンソニ! ダルタニャンのアイドル宣言（パンドラ）
- sin 七つの大罪 ショートアニメ「懺悔録」（ベルゼバブ）

2018年
- あるゾンビ少女の災難（アルマ・V）
- 刹界エイトレイド（2018年 - 2019年、永作リノ）

2019年
- おとなの防具屋さん（裏面）（エミナ）
- 機甲英雄 機鬥勇者 日本語版（茉莉）
- 銀魂 〜モンスターストライク編〜 その1（パンドラ）

2020年
- MOKURI（モクリ）

2021年
- おしえて北斎! -THE ANIMATION-（下村かんこ、長谷川等子）
- TVアニメ「プラチナエンド」解説動画 おしえて!てんしーず（2021年 - 2022年、ナッセ）
- 崩壊3rd ショートアニメ「Reburn: II」（謎の少女）

2022年
- 劇場公開記念！3人娘と振り返る「からかい上手の高木さん」10分動画（月本サナエ）
- ブルーアーカイブ 1.5周年記念ショートアニメーション（砂狼シロコ）
- 最強陰陽師の異世界転生記 みに（2022年 - 2023年、ユキ）

2023年
- ポールプリンセス!!（東坂ミオ）
- ん、先生、ちょっとお時間もらうね。（2023年 - 2024年、砂狼シロコ）
- 幼女社長R（岡野RAU）
- 崩壊:スターレイル ショートアニメ（三月なのか）
- MORE MORE JUMP!  - Journey to Bloom『HOPE』(花里みのり）

2024年
- ブルアカ超リアル麻雀（砂狼シロコ）
- 一姫の麻雀放浪記（砂狼シロコ）
- パンの赤ちゃん（クリームパンの赤ちゃん2）

### ゲーム
2008年
- internet Adventure β版（アバターボイス、モーションアクター） - 声優デビュー作

2009年
- お掃除戦隊くりーんきーぱーH（かきぃ）
- テトリス・デカリス - ボイスアクター
- 初音ミク -Project DIVA- - モーションアクター
- 萌え萌え2次大戦（略）2 [chu〜♪]（ヴィルムヘルム）

2011年
- 俺の妹がこんなに可愛いわけがない ポータブル（五更珠希〈黒猫妹〉）
- 超次元ゲイム ネプテューヌmk2（ロム / ホワイトシスター）
- トイ・ウォーズ（ナルミ一号機A）
- 勇現会社ブレイブカンパニー（コレット・カバネル）
- 嫁コレ（2011年 - 2016年、アリス、袴田ひなた、竹中半兵衛、筒隠月子、青羽ここな）
- ロウきゅーぶ!（袴田ひなた）

2012年
- アイログ（菅原神楽）
- 圧倒的遊戯 ムゲンソウルズ（シャルル・ココット）
- イース セルセタの樹海（カンリリカ）
- 俺の妹がこんなに可愛いわけがない ポータブルが続くわけがない（五更珠希）
- 女の子と密室にいたら○○しちゃうかもしれない。（東郷こころ）
- 拡散性ミリオンアーサー（ニムエ）
- 神次元ゲイム ネプテューヌV（ロム / ホワイトシスター）
- この部室は帰宅しない部が占拠しました。ぽーたぶる （柊木耶宵） - 2作品
- 東京バベル（神）
- .hack//Versus（ハーミット）
- 初音ミク -Project DIVA- f - モーションアクター
- フォトカノ - モーションアクター
- マジてん 〜マジで天使を作ってみた〜（重清深春）
- 恋愛リプレイ（鳥羽みやこ）

2013年
- 圧倒的遊戯 ムゲンソウルズZ（シャルル）
- エクステトラ（アカリ）
- 俺の妹がこんなに可愛いわけがない。HappyenD（五更珠希）
- ガールフレンド（仮）（朝比奈桃子）
- ガールズ×マジック（野々宮優菜）
- 神次元アイドル ネプテューヌPP（ロム）
- 幻想戦姫（天照大神）
- 咲-Saki- 阿知賀編 episode of side-A Portable（園城寺怜）
- さくら荘のペットな彼女（神田優子）
- サモンナイト5（エクセラ）
- スティールクロニクル VICTROOPERS（カリン＠わりとねむい）
- 〜聖魔導物語〜（ププル）
- ダンジョントラベラーズ2 王立図書館とマモノの封印（リゼリエッタ・マーシュ）
- 超次次元ゲイム ネプテューヌRe;Birth1（2013年 - 2018年、ロム / ホワイトシスター） - 2作品
- ティアーズ・トゥ・ティアラII 覇王の末裔（カリス）
- 願いの欠片と白銀の契約者（瑠枷）
- 秘書コレクション 〜どきどき♥秘密の社長室〜（猫耳メイド秘書）
- Fate/EXTRA CCC（パッションリップ）
- 変態王子と笑わない猫。（筒隠月子）
- ボイスパズルアプリ〜アクエリオンEVOL〜（ユノハ・スルール）
- ボクコイ☆せかんど!（南唯香）
- ロウきゅーぶ! ひみつのおとしもの（袴田ひなた）

2014年
- あんさんぶるガールズ!（八朔つゆり）
- 御城プロジェクト（柳之丸、那古屋城、名古屋城）
- 乖離性ミリオンアーサー（2014年 - 2015年、ニムエ、プーカ、リンドブルム）
- 神次次元ゲイム ネプテューヌRe;Birth3 V CENTURY（ロム / ホワイトシスター）
- 艦隊これくしょん -艦これ-（2014年 - 2023年、天津風、大鯨 / 龍鳳、伊26） - 3作品
- 禁忌のマグナ（ガブリエーレ）
- グリモア〜私立グリモワール魔法学園〜（瑠璃川秋穂）
- ケイオスリングスIII プリクエル・トリロジー（エルル）
- コアマスターズ（リンネ）
- スカッとゴルフ パンヤ（ネル）
- スクールガールストライカーズ（菜森まな）
- Z/X IGNITION 五世界の輪舞（各務原あづみ）
- 戦場のウエディング（太陽帝〈愚帝〉リディア）
- そうるん（カタリナ&マリアム）
- 第3次スーパーロボット大戦Z（2014年 - 2015年、ユノハ・スルール） - 2作品
- 超次元アクション ネプテューヌU（ロム / ホワイトシスター）
- 超次次元ゲイム ネプテューヌRe;Birth2 SISTERS GENERATION（ロム / ホワイトシスター）
- 電撃文庫 FIGHTING CLIMAX（2014年 - 2015年、袴田ひなた / イノセント・チャーム〈ひなたの幻〉） - 2作品
- ドラゴンネスト（エルティア・ユースティア）
- 猫さばいばー!（雅、ティレス）
- ハマトラ Look at Smoking World（ロール）
- ファンタジスタドール ガールズロワイヤル（ワワ）
- 機巧少女は傷つかない Facing “Burnt Red”（小紫）
- マビノギ英雄伝（リン）
- ロウきゅーぶ! ないしょのシャッターチャンス（袴田ひなた）
- LORD of VERMILION III（紅蓮型ニムエ）

2015年
- ウチの姫さまがいちばんカワイイ（静星姫 ミルフィ）
- ガールフレンド（♪）（朝比奈桃子）
- ガールフレンド（仮） きみと過ごす夏休み（朝比奈桃子）
- 家電少女（ほかげ、うさぎ、あかり）
- クリスタル クラウン
- クルセイダークエスト（アルブレ）
- クロスアンジュ 天使と竜の輪舞tr.（クリス）
- クイズRPG 魔法使いと黒猫のウィズ（2015年 - 2018年、シャーリー・コルト、ウル・メルフェゴール、ニル・メルフェゴール、エル・メルフェゴール）
- 激次元タッグ ブラン+ネプテューヌVSゾンビ軍団（ロム）
- 咲-Saki- 全国編（園城寺怜）
- 白猫プロジェクト（2015年 - 2018年、プリムラ・プラント、パンドラ）
- 新次元ゲイム ネプテューヌVII（ロム / ホワイトシスター）
- ゼノブレイドクロス（アバターボイス〈ささやき〉）
- 戦国姫譚MURAMASA-雅-（浅井長政）
- 店長、在庫が足りません!（野々宮優菜）
- 初恋の歌（小椋響）
- ひめがみ絵巻（天照大神）
- 不思議のクロニクル 振リ返リマセン勝ツマデハ（堕天使アルマ）
- プリンセスコネクト!（氷川鏡華）
- ポップアップストーリー 魔法の本と聖樹の学園（リリアナ・ハート）
- 桃色大戦ぱいろん+（文福オキヌ、秋桜椿）
- ゆるかみ！（ニムエ）
- LORD of VERMILION ARENA（異界型ニムエ）
- LORD of VERMILION Re:3（紅蓮型ニムエ）

2016年
- あんさんぶるガールズ!! （八朔つゆり）
- アンジュ・ヴィエルジュ〜ガールズバトル〜（2016年 - 2018年、シオン・パルティ、筒隠月子）
- インフィニット・ドライブ（フレイ）
- オオカミ姫（白雪の姫ソフィア）
- 御城プロジェクト:RE〜CASTLE DEFENSE〜（2016年 - 2024年、柳之丸、那古野城、名古屋城、柳川城、新田金山城、金鯱城、カステル・ヌオーヴォ、アルモウロル城、舞鶴城)
- オルタンシア・サーガ（2016年 - 2020年、ペチカ、女神官）
- グランブルーファンタジー（2016年 - 2024年、ハリエ、ルナ） - 2作品
- グリムノーツ（ニムエ）
- ぐるぐる召喚マジカルギア（2016年 - 2017年、イディア、エクレア、コゼット、シフォン、ショコラ、ツララ、リリン）
- サモンナイト6 失われた境界たち（アム）
- Shadowverse（2016年 - 2024年、ルナ、小さな優等生・キョウカ、アリス、聖晶の大神官、マンハッタンカフェ、絆の協心）
- 神撃のバハムート（2016年 - 2017年、コロン、ルナ）
- スクール・オブ・セイヴァーズ〜聖剣使いの禁呪詠唱ONLINE〜（四門摩耶）
- スターオーシャン5 Integrity and Faithlessness（リリア、フェリア）
- 星界神話 -ASTRAL TALE-（星霊・メロディー）
- 戦国アスカZERO（2016年 - 2017年、竹中半兵衛、安宅冬康、小紫）
- 戰‧無雙（小喬） - 海外向けアプリゲーム
- 蒼空のリベラシオン（ニーナ）
- ソウルクロニクル
- .hack//New World（ネロミィ、モリー）
- ドラゴンハンターCOOP（パルル）
- ビーナスイレブンびびっど!（2016年 - 2018年、リエル、リリス、野咲あまね、裁判院なの、チェノワ、椿木あや）
- ヴィーナス†ブレイド（銘糸ウール、天鏡八咫鏡）
- ファンタシースターオンライン2（2016年 - 2017年、フル＝ジャニース＝ラスヴィッツ、女性追加ボイス124、クイナ）
- ブレイブソード×ブレイズソウル（2016年 - 2024年、災厄の永遠リーゼ＝ロズ、終焉の桃幻リーゼ＝ペシェ、リーゼ、ヴァルゴ、リーゼロッテ＝ビースト）
- 編隊少女 -フォーメーションガールズ-（ヨハンナ・ウルリカ・ルーデル）
- モン娘☆は〜れむ（チェノワ）
- リーリヤのおともだち（雅、ティレス）
- Wonderland Wars（2016年 - 2024年、シュネーヴィッツェン、氷雪刀 雪曇、シグルドリーヴァ、宵のヴェガ、11を司る者キャド、冷たいラ・ビーズ、十二天将 白虎、美徳の七精霊レーゲン、マッチ売りのスピカ、大願成就 雪曇、龍宮の姫君ロワナ）

2017年
- モンスターストライク（2017年 - 2025年、パンドラ）
- WORLD CLUB Champion Football 2016-2017（香山陽菜）
- 誰ガ為のアルケミスト（ミウナ）
- 四女神オンライン CYBER DIMENSION NEPTUNE（ロム）
- ドラゴンジェネシス -聖戦の絆-（ミウナ）
- スーパーロボット大戦V / X（2017年 - 2018年、クリス） - 2作品
- 白猫テニス（プリムラ）
- Black Rose Suspects（エンジェル）
- ダンジョントラベラーズ2-2 闇堕ちの乙女とはじまりの書（リゼリエッタ・マーシュ）
- 一血卍傑-ONLINE-（ヒミコ）
- 逆転オセロニア（2017年 - 2020年、オルロ・ソルシエ、パンドラ）
- Fate/Grand Order（2017年 - 2025年、パッションリップ、哪吒） - 2作品
- Pretty Plant（チュリ）
- ルナプリ from 天使帝國（ルナ）
- DRAGON BLADE（関銀屏）
- パズルオブエンパイア（ティムール、卑弥呼、平将門）
- ファントム オブ キル（ミウナ）
- スターオーシャン:アナムネシス（リリア）
- オメガラビリンスZ（瑠璃川うらら）
- アンティーク カルネヴァーレ（メイ）
- 神式一閃 カムライトライブ（サクヤ）
- 最終戦艦withラブリーガールズ（アーチャーフィッシュ、ウィリアム・D・ポーター、ファラガット）
- 新次元ゲイム ネプテューヌVIIR（ロム / ホワイトシスター）
- スクールガールストライカーズ 〜トゥインクルメロディーズ〜（菜森まな）
- 征戦!エクスカリバー（ミルディン）
- ディフェンスウィッチーズ2（フェルト）
- マギアレコード 魔法少女まどか☆マギカ外伝（2017年 - 2022年、二葉さな）
- 学園戦姫プラネットウォーズ（澪）
- ぱすてるメモリーズ（舞子ちまり）
- ミリオンアーサー アルカナブラッド（帰化型ニムエ）
- REDSTONE2（ベルランド姫）
- デジモンストーリー サイバースルゥース ハッカーズメモリー（御島エリカ）
- 黒騎士と白の魔王（2017年 - 2021年、ハニープリンセス、アリアンロッド、アウローラ、ルシエラ）

2018年
- アズールレーン（夕張、伊19）
- グラフィティスマッシュ（ハイネ）
- ネギマテ UQ HOLDER! 〜魔法先生ネギま!2〜（夏凜）
- プリンセスコネクト！Re:Dive（2018年 - 2024年、キョウカ / 氷川鏡華、ルナ）
- アルピエル（アイリーン）
- プリキュア つながるぱずるん（輝木ほまれ / キュアエトワール）
- 暁のエピカ -Union Brave-（メロディー）
- 十字架3（カリナ、聖ジェシカリナ）
- 三国BASSA!!（小喬）
- ヴァイタルギア（プリシア、アリアンナ）
- アビス・ホライズン（アイオワ、山城、三笠、エリゴス）
- 機動戦隊アイアンサーガ（クルス、ゾーイ、曦夜）
- 戦姫コレクション〜戦国乱舞の乙女たち〜（鶴姫、毛利元就、猿飛佐助）
- 世界樹の迷宮X（PCボイス、世界樹の少女）
- 温泉むすめ ゆのはなこれくしょん（水上凛心）
- 電撃文庫：CROSSING VOID（袴田ひなた） - 海外向けアプリゲーム
- クリスタル オブ リユニオン（ナイトシーカー）
- キュイディメ（マッシュポテト、龍のひげ飴）
- レイヤードストーリーズ ゼロ（アイネ・シーランタン）
- カンフー娘（密宗咲樹）
- ファンタシースターオンライン2 es（2018年 - 2022年、アストラリープ、スウィートキャンディ、女性追加ボイス124）
- ゲシュタルト・オーディン（五十鈴マリア）
- ヴァルキリーアナトミア -ジ・オリジン-（女神官）
- 東京コンセプション（ネネコ）
- アルテイルNEO（ノゼ）
- サファイア・スフィア〜蒼き境界〜（青鬼神 式鬼、五季院凶羅、天満月）
- ゆらぎ荘の幽奈さん 湯けむり迷宮（伏黒夜々）
- なりキッズパーク HUGっと!プリキュア（輝木ほまれ / キュアエトワール）
- ファイアーエムブレム ヒーローズ（2018年 - 2021年、スラシル、ナターシャ）
- 恒星少女（デネブ）

2019年
- 非人類学園 Extraordinary Ones（白骨）
- ゴシックは魔法乙女〜さっさと契約しなさい!〜（2019年 - 2025年、ガタノゾーア、フランドール・スカーレット）
- 47 HEROINES（足利凛々香）
- 陰陽師 本格幻想RPG（天井下）
- イカロスM（ルーチェ）
- ゆらぎ荘の幽奈さん ドロロン温泉大紀行!（伏黒夜々）
- PUBG Mobile（ボイスカード小倉唯A、B）
- ソフィアコネクタ（精霊巫女クララ）
- グランドサマナーズ（2019年 - 2023年、女神官、フォルテ）
- トリカゴ スクラップマーチ（ライラ）
- 永遠の七日（源千雪）
- 放置少女〜百花繚乱の萌姫たち〜（2019年 - 2021年、再生型ニムエ、大喬（2代目）、張角（2代目）、蒋欽、朱然）
- 鬼灯の冷徹〜地獄のパズルも君次第〜（座敷童子・二子）
- かんぱに☆ガールズ（ルネ・ドルイユ）
- エルクロニクル（クレア）
- 元気封神（徐眠、太公望・女）
- 蒼藍の誓い ブルーオース（天龍、グローウォーム）
- 妖怪餐廳（小汐顏） - 海外向けアプリゲーム
- 音乐少女（迎羽织） - 海外向けアプリゲーム
- Project NOAH（ビビアナ・サリニャーナ）
- 三国志大戦M（甘皇后、董白）
- メガミラクルフォース（ロム / ホワイトシスター ロム）
- まちむす 地球防衛ライブ（上海）
- Z/X Code OverBoost（各務原あづみ）
- ドラゴンクエストX オンライン（2019年 - 2025年、リンベリィ） - 2シリーズ
- アークオーダー（ゴールデンスライム、因幡の白兎）
- THE KING OF FIGHTERS '98 ULTIMATE MATCH Online（女神官）
- モンストドリームカンパニー（パンドラ）
- ラストエスケイプ-復讐の女神-（桃谷純夏）
- 爆走ドリフターズ（シトラス）
- 魔王と100人のお姫様（かぐや姫、ジャンヌ、アダム&イブ、エリザベス）
- 超偉人大戦-異世界で始める偉人大戦争-（竹中半兵衛）
- ゴブリンスレイヤー THE ENDLESS REVENGE（女神官）
- アルカ・ラスト 終わる世界と歌姫の果実（メイ）

2020年
- ドールズフロントライン（2020年 - 2021年、M200、デザートイーグル）
- ポーカースタジアム（ミオ）
- ダンジョンに出会いを求めるのは間違っているだろうか 〜メモリア・フレーゼ〜（女神官）
- ART CODE SUMMONER（葛飾北斎）
- 戦姫ストライク（ユメ）
- 八月のシンデレラナイン（2020年 - 2024年、大咲みよ）
- Dragon Marked For Death（巫女）
- 共闘ことばRPG コトダマン（2020年 - 2022年、パンドラ）
- 阿卡迪亞（江小星、愛葛莎） - 海外向けアプリゲーム
- セイクリッドブレイド（ディアナ）
- エコーズオブパンドラ（ヤークトパンター）
- EXOS HEROES（ヨム）
- ワールドフリッパー（2020年 - 2022年、ルナ、エステルリエル、キョウカ）
- ヴァルキリーコネクト（2020年 - 2024年、ランドヴィッテル、フノス）
- ドラガリアロスト（リナーシュ）
- ステラクロニクル（ニュートン、アイロル）
- レッド:プライドオブエデン（パロネス）
- エースアーチャー（女媧、ネフティス、閻羅王）
- 夢境ワールド〜元素使いの大冒険〜（Misa）
- CHUNITHM CRYSTAL PLUS（渋沢ノノ）
- プロジェクトセカイ カラフルステージ! feat. 初音ミク（2020年 - 2025年、花里みのり）
- ソードマスターストーリー（アテナ、魔王）
- シャドウバース チャンピオンズバトル（黒羽アリス）
- ブラウンダスト（リヴァイデル）
- グリザイア クロノスリベリオン（2020年 - 2023年、小泉イスカ） - 2作品
- Go!Go!5次元GAME ネプテューヌ re★Verse（ロム / ホワイトシスター）
- りゅうおうのおしごと!（シャルロット・イゾアール）

2021年
- データカードダス 最響カミズモード!（ピュアモンスーン）
- 百鬼異聞録〜妖怪カードバトル〜（天井下）
- 実況パワフルプロ野球（パンドラ）
- イリュージョンコネクト（キューミ）
- ブルーアーカイブ -Blue Archive-（2021年 - 2025年、砂狼シロコ、シロコ*テラー）
- ウマ娘 プリティーダービー（2021年 - 2025年、マンハッタンカフェ）
- セブンズストーリー（黒羽アリス、キョウカ）
- Epic Seven-エピックセブン-（2021年 - 2024年、ポリティス）
- シャイニングニキ（シャオ）
- モンスターハンターライズ（2021年 - 2022年、ロンディーネ） - 2作品
- アナザーエデン 時空を超える猫（2021年 - 2024年、ねここ）
- アークナイツ（ロスモンティス）
- カウンター・アームズ（SU-85、長門）
- ブラック・サージナイト（ヴァンパイア）
- sin 七つの大罪 X-TASY（ベルゼバブ、アナスタシーヤ）
- DCスーパーヒーローガールズ ティーンパワー（レナ・ルーサー）
- ガールズコントラクト（式鬼）
- 帝国サーガ〜三国戦国ごちゃまぜの乱世〜（お市）
- 白夜極光（2021年 - 2024年、アリス、鎮魂座、ペピータ）
- リバース - 神々への討伐 -（クララ）
- フォーセイクンワールド：神魔転生（銃士 リア）
- 少女廻戦 時空恋姫の万華境界へ（2021年 - 2024年、諸葛亮、荀彧、妲己）
- イース6 オンライン〜ナピシュテムの匣〜（イーシャ）
- パズルガールズ（ニュージャージー、ジェミニ）
- 終末のアーカーシャ（ベアト、ベルコヴァ）
- 英雄伝説 黎の軌跡（フェリ・アルファイド）
- ラグナドール 妖しき皇帝と終焉の夜叉姫（2021年 - 2025年、鞍馬天狗）
- 永遠の7日-終わりなき始まり（源千雪）
- セブンナイツ2（フィーネ）
- Revived Witch（Flora） - 海外向けアプリゲーム
- グランサガ（イブ、リリス）

2022年
- 阿卡夏計劃（緋） - 海外向けアプリゲーム
- 麻雀一番街（2022年 - 2024年、一色清美、東方凪）
- クラッシュフィーバー（ミュウ）
- ワッチャプリマジ!（2022年 - 2023年、はにたん） - 2作品
- プリコネ！グランドマスターズ（キョウカ）
- 超次元ゲイム ネプテューヌ Sisters vs Sisters（ロム / ホワイトシスター）
- シン・クロニクル（ソフィア、コルネ ）
- ソウルタイド（アカセット）
- エターナルツリー（レイン、アリエル）
- キングダムガード〜自由合成タワーディフェンスの物語（チュートリアルの声、巫女未来）
- セガNET麻雀 MJ（2022年 - 2024年、園城寺怜、イーペーコー） - 2作品
- ノフランド物語（ルシム）
- 英雄伝説 黎の軌跡 II -CRIMSON SiN-（フェリ・アルファイド）
- メメントモリ（2022年 - 2024年、ナターシャ）
- Tower of Fantasy（幻塔）（ラビィ）
- 決戦！平安京（天井下）
- 勝利の女神:NIKKE（2022年 - 2025年、シフティー、ノア、メカシフティー）
- 雀魂（2022年 - 2024年、園城寺怜、砂狼シロコ）
- ニューラルクラウド（クロック）
- ドラゴンクエスト トレジャーズ 蒼き瞳と大空の羅針盤（ピクシードラゴン、ウィッシュドラゴ族、スライム族、オーク族、マドハンド族）
- ゴブリンスレイヤー エンドレスハンティング（女神官）

2023年
- とある魔術の禁書目録 幻想収束（フレメア＝セイヴェルン）
- サマータイムレンダ Another Horizon（小弓場かおり）
- エロイカ（アイリ）
- タワーオブスカイ（パンドラ）
- 404 GAME RE:SET -エラーゲームリセット-（マッピー）
- 崩壊:スターレイル（2023年 - 2025年、三月なのか / 長夜月）
- キュービックスターズ（2023年 - 2024年、パンドラ、エルピス）
- うたわれるもの ロストフラグ（アルテオルト）
- 环行旅舍（小蜗） - 海外向けアプリゲーム
- 女神楽園 ガーデス・パラダイス（2023年 - 2024年、ナイアルラトホテプ、ロキ）
- 一騎当千 エクストラバースト（女神官）
- なつもん! 20世紀の夏休み（ヒデコ）
- 超次元ゲイム ネプテューヌ GameMaker R:Evolution（ロム / ホワイトシスター）
- ゴエティアクロス（2023年 - 2025年、ソフィア）
- 依露希爾：星曉（露可） - 海外向けアプリゲーム
- ハツリバーブ（ルルラ、オードラ）
- スカイフォートレス-オデッセイ（サロメ）
- 東方幻想エクリプス（2023年 - 2025年、フランドール・スカーレット）
- ヤマノススメ Next Summit 〜あの山に、もう一度〜（青羽ここな）
- アサルトリリィ Last Bullet（高松祇恵良）
- チェインクロニクル（2023年 - 2024年、女神官、ソフィア）
- サンローラン騎士団（エルザ）

2024年
- おねがい社長！（ルナ）
- 戦国†恋姫オンライン〜奥宴新史〜（竹中半兵衛）
- ゴブリンスレイヤー -ANOTHER ADVENTURER- NIGHTMARE FEAST（女神官）
- ポーカーチェイス（シャルロット・ショコラティエール）
- ドラゴンエッグ（曼珠沙華）
- 麻雀格闘倶楽部Sp（園城寺怜）
- アウタープレーン（エヴァ、モナド・エヴァ）
- World of Warships: Legends（砂狼シロコ）
- リバース:1999（ローレライ）
- 英雄伝説 界の軌跡 -Farewell, O Zemuria-（フェリ・アルファイド）
- エルゴスム（来隈マリン）
- レゾナンス:無限号列車（イローナ）
- ウマ娘 プリティーダービー 熱血ハチャメチャ大感謝祭!（マンハッタンカフェ） - DLC追加キャラクター
- ちゃんごくし！結魂しよう（黄忠）
- アッシュエコーズ（2024年 - 2025年、龍晴）
- ミステリーの歩き方（真白杏奈）
- パズル&ドラゴンズ（女神官）

2025年
- Honor of Kings（小喬）
- エタクロニクル:Re（白露）
- 天月麻雀（小青）
- 魔法少女まどか☆マギカ Magia Exedra（二葉さな）
- HUNDRED LINE -最終防衛学園-（大鈴木くらら）
- ブラウンダスト2（女神官）
- ちゃんごくし！絢爛（黄忠）
- ペルソナ5: The Phantom X（西森陽菜）
- キャットガールサバイバー（ユリ）
- エターナルツリー：新生（アリエル）
- ミステリート〜八十神かおるの挑戦！〜（舞ノ小路水陰）
- 新月同行（碎銀子）
- イザリア（ドロシー）

時期未定
- 千年の旅（ペガサス）

### ドラマCD
2011年
- 神様のメモ帳 シャッターチャンスの裏側（アリス）
- にゃんこが先生なんですか？1、2（ラー）
- ドラマCD ロウきゅーぶ!（袴田ひなた）
- ロウきゅーぶ!いんたーばる1 - 3（袴田ひなた）

2012年
- この中に1人、妹がいる! ドラマCD この夏にいくつか、思い出がある!（宝生柚璃奈）
- この部室は帰宅しない部が占拠しました。（柊木耶宵）
- 07-GHOST〜ハウゼン家〜（カペラ）
- 101番目の百物語（2012年 - 2015年、一之江瑞江） - 2作品
- 輪廻のラグランジェ 〜暁月のメモリア〜（モモスン） - 輪廻のラグランジェ season2 Blu-ray&DVD第1巻初回限定版

2013年
- 拡散性ミリオンアーサー キャラクターソング（ニムエ） - 2作品
- さくら荘のペットな彼女ドラマCD 3（神田優子）
- 10歳の保健体育（勅使河原朋萌） - 小説第6巻特装版
- ふたりで一緒にシリーズ 一緒にクッキングvol.12 双子姉妹のマネージャー編（二木朝姫）

2014年
- Fate/EXTRA CCC ルナティックステーション2013（パッションリップ）

2015年
- いおの様ファナティクス（ここの・ミト・アルシュライン） - 新装版コミック第2巻ドラマCD付き特装版
- 乖離性ミリオンアーサー ドラマCD（ニムエ）
- ドラマCD くだみみの猫 / くだみみの猫 初めての学校（2015年 - 2016年、玉衣めめ）
- スクールガールストライカーズ Drama CD（菜森まな）
- Fateクロスオーバー アンソロジードラマCD バタフライ エフェクト（パッションリップ） - 『TYPE-MOONエース』VOL.10付録

2016年
- Z/X -Zillions of enemy X- NF DramaCD（2016年 - 2021年、各務原あづみ） - 3作品
- ちょっとかわいいアイアンメイデン〜Triangle Maidens〜（高田我羅奢）

2017年
- ドラマCD 天使の3P!（袴田ひなた）
- Wonderland Wars Side Story 第1章 - 第3章（2017年 - 2018年、シュネーヴィッツェン、氷雪刀 雪曇、シグルドリーヴァ）
- 女子小学生はじめましたP!（穂乃） - コミック第6巻ドラマCD付き初回限定版
- クズの本懐（黒猫） - BD/DVD第3巻完全生産限定版

2018年
- ファンタシースターオンライン2（フル＝ジャニース＝ラスヴィッツ）
- 贄姫と獣の王（キュク） - 花とゆめ2018年2月5日号
- スクールガールストライカーズ 〜トゥインクルメロディーズ〜 Melody Collection ボイスドラマ（菜森まな）
- ウマ娘 プリティーダービー STARTING GATE 12（マンハッタンカフェ）
- マギアレコード 魔法少女まどか☆マギカ外伝（2018年 - 2019年、二葉さな） - 2作品
- プリンセスコネクト！Re:Dive PRICONNE CHARACTER SONG（2018年 - 2019年、キョウカ） - 2作品
- 起・承・転・結・序・破・急「俺が好きなのは妹だけど妹じゃない ミニドラマ」（氷室舞）

2019年
- 理想のヒモ生活（フェー） - 小説第12巻ドラマCD付き限定特装版
- ぼっちゃまは今日もイジられる（白虎遊姫〈ユウキ〉）

2023年
- ポールプリンセス!! Starlight challenge（東坂ミオ）

2024年
- ブルーアーカイブ -Blue Archive-（2024年 - 2025年、砂狼シロコ） - 2作品

### オーディオドラマ
ラジオドラマ
※はWebラジオ番組。
- 小倉唯の眠れない夜には朗読を（2020年、ナレーター、グノシーラジオ※） - 5作品

他のボイスドラマ
2010年代
- ぼいすた!『小倉唯 妄想ボイスドラマ ようこそラムネ星へ』（2011年）
- マビノギ英雄伝 新キャラクター「リン」誕生秘話（2014年、ナレーション）
- ガールフレンド(仮) きみと過ごす夏休み スペシャルピクチャードラマ（2015年、朝比奈桃子）
- 七つの大罪 罪の告白 電脳グリモワール！（2016年 - 2017年、ベルゼバブ）
- グランブルーファンタジー OTOCA「舞い歌う五花」（2017年、ハリエ）
- AH-C620RAG アストロガールズ・スペシャルエディション オーディオドラマ（2017年、雨立申）
- ありふれた職業で世界最強 ボイスドラマ（2019年 - 2024年、ミュウ） - 3シリーズ
- 教え子に脅迫されるのは犯罪ですか?×変態王子と笑わない猫。 コラボオーディオドラマ（2019年、筒隠月子）

2020年代
- プロジェクトセカイ カラフルステージ! feat. 初音ミク ボイスドラマ（2020年 - 2022年、花里みのり） - 3シリーズ
- 私の百合はお仕事です! シチュエーションボイスPV（2022年 - 2023年、白鷺陽芽）
- 最強陰陽師の異世界転生記 ボイスドラマ（2023年、ユキ）
- ポールプリンセス!! スペシャルボイスドラマ（2023年、東坂ミオ）
- 勇者の旅の裏側で ボイスドラマ（2024年、リュイス） - 2作品
- ウマ娘 プリティーダービー 新時代の扉 オーディオドラマ「また星は巡る」（2025年、マンハッタンカフェ）
- ミステリーの歩き方 エピソードゼロ「真白杏奈の流儀」（2025年、真白杏奈）

### デジタルコミック
- 勝利の女神だって野球したい!（2014年 - 2015年、猫森結愛[573]）
- ふわわせピュアラルさん（2021年、OLさとみ[574]）
- MOKURI〜ア・ピアチュール音楽祭〜（2021年、モクリ[575]）
- 大東京鬼嫁伝（2021年 - 2022年、愛火童子[576][577]） - 2シリーズ[一覧 44]
- 王立魔法学園の最下生（2022年、レナ[578]）
- 死神らーめん（2023年、キーラ[579]）
- 刀姫プロジェクト（2024年、蜻蛉切[580]）
- キメラプロジェクト:ゼロ（2024年、河野雪[581]）

### 吹き替え

#### アニメ
- DCスーパーヒーロー・ガールズ（2020年、レナ・ルーサー[582][注 7]）
- プリンセスとドラゴンの魔法の本（2020年、プリンセス・バーバラ[584]）
- 攻略うぉんてっど!〜異世界救います!?〜（2023年、よわよわゴブリン姉妹2）

### ラジオ
※はインターネット配信。
- はぴすた学園☆放送部（2008年 - 2009年、ZAKZAKアニメ☆声優※）[214]
- はぴ☆くりRadio・はいぱー!（2009年、アニメイトTV※）
- ゆいかおりの実♪（2010年 - 2017年、ゆいかおり公式サイト※・超!A&G+※・文化放送）[585]
- 神様のメモ帳 Presents アリスのこちらニート探偵事務所!（2011年 - 2012年、公式サイト※・ランティスウェブラジオ※）
- ハイスクールD×D 駒王学園 裏オカルト研究部（2011年 - 2012年、HiBiKi Radio Station※）
- エレうた!（2012年 - 2013年、NHKラジオ第1放送）
- へんねこらじお（2013年、ラジオ大阪・HiBiKi Radio Station※）[586]
- 禁忌のマグナRADIO 第3回 - 第4回（2014年、音泉※）[587]
- ヤマノススメ ラジオノススメ（2014年、ラジオ大阪・超!A&G+※・HiBiKi Radio Station※）
- りゅうおうのおしごと！〜ラジオ研究会〜（2015年 - 2016年、YouTube※・niconico※）
- フーカとリンネのスパーリングラジオ（2016年、YouTube※）[588]
- スクールガールストライカーズ Radio Channel（2016年 - 2017年、音泉※）[589]
- ひなこのーと ラジオひととせ（2017年、音泉※）[590]
- 小倉唯のyui*room（2017年 - 2022年、文化放送）[591]
- 小倉唯のマンガPark小倉店（2017年、マンガPark※）[592]
- ちゃんゆいとちゃんりなのちゃんラジ!!（2020年 - 2022年、YouTube※・マンガUP!※・niconico※）
- めちゃコミック×本屋さん SPECIAL RADIO 小倉唯さん 第1回 - 第2回（2021年、YouTube※）[593]
- ＃ゆいしょ! 〜小倉唯といっしょ!〜（2023年 - 、YouTube※）
- TVアニメ「私の百合はお仕事です！」WEBラジオ「カフェ・リーベ女学園より愛を込めて」（2023年、音泉※）

### ラジオCD・ラジオDVD
- アリスのこちらニート探偵事務所! 1 - 6（2011年 - 2012年）
- 神様のメモ帳 アリスの勤労感謝を耐え忍ぶCD（2011年）
- ラジオCD「ハイスクールD×D 駒王学園 裏オカルト研究部」（2012年）
- へんねこらじおDJCD そのいち - さん（2013年 - 2014年）
- ヤマノススメラジオノススメ ラジオCDノススメ（2014年 - 2019年）[一覧 45]
- ラジオCD「スクールガールストライカーズ Radio Channel」Vol.1 - 2（2017年）
- ラジオCD「ひなこのーと ラジオひととせ」Vol.1 - 2（2017年）
- TVアニメ「私の百合はお仕事です！」「カフェ・リーベ女学園より愛を込めて」 ラジオCD（2024年）

### ナレーション
番組ナレーション
- アニソンぷらす（2012年1月9日、テレビ東京）
- ゲンバの声がある（2019年3月3日、テレビ朝日）
- FC町田ゼルビアをつくろう〜ゼルつく〜 #28#29（2020年9月4日、AbemaTV）
- スーパースニーカーピーポー 〜Super Sneaker People〜（2021年1月18日 - 4月5日、WOWOWプライム）
- かまいガチ（2021年11月5日、テレビ朝日）
- ワイルドネイチャー：ビッグ・キャット・マンス（2021年12月23日、ナショナル ジオグラフィック）
- VTuber 魔法のリムジン Tokyo 1day Trip（2022年3月7日 - 8月29日、Spotify） - ナビゲーター
- 世界を変える日本競馬 〜サンデーサイレンスとホースマン達の軌跡〜（2022年11月13日、テレビ東京）

### テレビ番組

#### テレビドラマ
- 最後の弁護人 第10話（2003年3月19日、日本テレビ）[16]
- ケータイ刑事 銭形舞 第8話（2003年11月23日、BS-i）[16]
- 新撰組!（2004年、NHK総合） - おきく役[16]
- 税務調査官・窓際太郎の事件簿11（2004年2月23日、TBSテレビ）[214]
- 僕と彼女と彼女の生きる道 第8話（2004年2月24日、関西テレビ）[16]
- 御宿かわせみ 第二章 第11話（2004年6月11日、NHK総合） - おりき幼少役[16]
- 軽井沢ミステリー6（2004年11月2日、日本テレビ） - 田辺亜季幼少時代[16]
- 不機嫌なジーン 第8話（2005年3月7日、フジテレビ）[16] - 博士に質問をする子ども
- コスメの魔法2 （2005年5月 - 7月、TBSテレビ） - エリカ幼少時代[16]
- 受験の神様 第4話（2007年8月4日、日本テレビ） - エコツアーの生徒役（夏期合宿に参加している塾生の1人）[214]

#### その他テレビ番組
再現ドラマ
- 世界痛快伝説!!運命のダダダダーン!Z「人食いバクテリア」（2003年5月20日、朝日放送テレビ） - 淀水葵役
- 謎を解け!まさかのミステリー「野菜が好きなった方法」（2005年9月16日、日本テレビ）
- 日本の歴史「大化の改新」（2005年9月17日、フジテレビ） - 芸人少女役
- 岡本太郎作・幻の巨大壁画「明日の神話」除幕特番（2006年7月7日、日本テレビ） - 壁面の紹介
- Dのゲキジョー 〜運命のジャッジ〜（2007年2月9日、フジテレビ） - 高部知子幼少時代

教育番組
- 梅沢由香里五段とたんけん囲碁の世界（2006年5月3日、NHK教育） - ユイ役
- Let's天才てれびくん（2015年 - 2016年、NHK Eテレ）- 群馬どちゃもん はにまじん 役（声）
- どちゃもん あさめしまえ（2016年 - 2018年、NHK Eテレ） - はにまじん
- 沼にハマってきいてみた（2021年10月19日、NHK Eテレ）

バラエティ番組
- PigooRadio〜ゆいかおり（2010年11月1日 - 2014年3月1日、アイドル専門チャンネルPigoo）

アニメ・ゲーム情報番組
- ハイスクールD×D 連載動画企画『StylipSスター声優への道!』（2012年1月1日 - 3月18日、AT-X）
- 月刊ブシロードTV（2019年3月3日 - 3月31日、TOKYO MX）
- マヂカルラブリーの全力!アニシャド応援部（2023年5月6日、テレビ東京） - 黒羽アリス（声）

音楽番組
- Promo-X（2025年5月29日 - 、AT-X） - ナビゲーター

個人名義での歌唱番組
- MUSIC JAPAN（2014年1月30日、NHK総合「Charming Do!」）
- あたしの音楽（2015年9月19日、フジテレビNEXT「Honey♥Come!!」「Raise」）
- ライブB♪（2016年11月22日、TBSテレビ「Future Strike」）
- 上坂すみれのヤバい○○（2017年6月18日、TOKYO MX「Honey♥Come!!」）
- NAOMIの部屋（2017年7月22日、NHK総合「Honey♥Come!!」）
- アニソン!プレミアム!（2019年11月3日、NHK BSプレミアム「Destiny」「Baby Sweet Berry Love」）
- オダイバ!!超次元音楽祭（フジテレビ）
  - （2020年1月3日「Honey♥Come!!」）
  - （2024年9月2日「Empty//Princess.」）

- Sound Inn "S"（2024年9月21日、BS-TBS「ドッキドキ!LOVEメール（カバー）」「Dear」「Wind of Bloom」）
- JOYNT POPS（2024年11月30日、NHK BS「Wind of Bloom」）

トーク番組
- 小倉唯「Destiny」スペシャル -10th Single Anniversary-（2019年11月9日、スペースシャワーTVプラス）

### Web番組
- 「ドガドガ7」 レフばんかたそ
- Dohhh UP! 告知 など
- グラールチャンネル5 presents「Fun!Fan!ファンタシースターポータブル2」（2009年 - 2010年、公式サイト） - ハル役[606]
- 小倉唯の「.hack//Quantum」ネットTV（2010年 - 2011年、アニメワン）[607]
- 小倉と日高のガンガンGAちゃんねる（2016年 - 2017年、ニコニコ動画・YouTube）
- ケンタッキーもしも劇場『もしも小倉唯が…』（2017年、AbemaTV）[608]
- 小倉唯のLINE LIVE（2017年 - 2023年、LINE LIVE）[609]
- 寄宿学校のジュリエット 日高里菜と小倉唯の「ワン！ルーム」（2018年、GYAO!）
- ＃ゆいしょ! 〜小倉唯といっしょ!〜（2022年 - 2023年、YouTube）
- 私の〇〇は××です！〜〇〇編〜（2023年、Twitter）
- ゆい社長のゆるっとトーク（2023年 - 、FanStream）[注 8]
- 小倉唯の〇〇アカデミー♪ 〜教えて、ゆい先生！〜（2024年 - 、TikTok LIVE）[611]

### 映画
- わたしのグランパ（2003年）[16][6]
- 隙魔（2005年） - ユキ役[214] - 2作品[一覧 46]

### 舞台・朗読劇
- 不死鳥ふたたび 新・美空ひばり物語（2004年、新宿コマ劇場、梅田コマ劇場） - ダンサー[214]
- コシノものがたり 心はいつも乙女のように（2005年1月2日 - 28日、明治座） - ジュンコ幼少役[16][214]、近所の子供役
- 松井誠新春特別公演「新章・美空ひばり 不死鳥伝説」（2006年2月2日 - 24日、御園座） - はる幼少役[16][214]
- ご存知!夢芝居一座（2006年10月2日 - 25日、帝国劇場） - さくら幼少役[214]
- 劇団ゲキハロ第5回公演 「Berryz工房 VS Berryz工房」（2008年11月19日 - 23日、東京芸術劇場中ホール） - T-1059号[214]
- ミュージカル「しゅごキャラ!」（2009年8月13日 - 23日、博品館劇場） - さやか役、生徒役、ダンサー
- Q-あなたはだぁれ?-（2011年7月13日 - 18日、池袋シアターグリーンBOX in BOX THEATER） - 鳴海真詞役
- HUGっと!プリキュア ドリームステージ〜フレフレ!メチャLOVE♥レビュー〜（2018年7月8日 - 2019年1月26日） - 輝木ほまれ / キュアエトワール（声の出演）
- LAWSON presents 朗読歌劇アルマギア 〜First Live 2023〜（2023年7月9日、立川ステージガーデン） - クルシュ 役[612]

### 映像商品
2000年代
- 失敗しないための面接シミュレーション 中学校受験版（2007年）
- 劇団ゲキハロ第5回公演 「Berryz工房 VS Berryz工房」（2009年）
- DVD付初回限定版 しゅごキャラ! 第10巻（2009年）
- 辰巳出版 ピュアピュア Vol.55 - 56 特別付録120分オリジナルDVD（2009年 - 2010年）
- 双葉社 Girls! vol.29 Girls!オリジナルDVD（2009年）
- 学習研究社 BOMB 2010年1月号 特別付録DVD（2009年）

2010年代
- スコラマガジン スコラ No.542 特別付録DVD（2010年）
- 電撃文庫MAGAZINE 2011年11月号増刊 メディアジャック!!スペシャル「ロウきゅーぶ!&神様のメモ帳 超豪華イメージDVD」（2011年、『カワルミライ』小倉唯 Vocal ver.収録）
- Q-あなたはだぁれ?- DVD（2011年）
- ヤングガンガン 2012年 No.13 特別付録YGアイドルPREMIUM DVD Vol.18
- 宝探し 探偵学園エデン 〜怪盗アビルからの挑戦〜（2014年）
- ガールフレンド（仮）〜4th ANNIVERSARY LIVE〜 アフタートークDVD（2017年）
- ヤングガンガン 2018年 No.23 特別付録アイドルDVD
- Voice Actor Card Collection VOL.03 小倉 唯『Yuica もしも小倉 唯がカードになったら』メイキングDVD（2019年）

2020年代
- ウマ娘 プリティーダービー 3rd EVENT WINNING DREAM STAGE Blu-ray（2022年）

### CM・PV・MV・VP
CM
声の出演
- へんねこBBS（2013年、筒隠月子）
- 汐留○○部（2015年 - 、トオル、箱崎、よし子、ダンディ 他）
- キャッチャー・イン・ザ・ライム ラップラジオCM（2018年、高辻皐月）
- ローソン店内放送（2018年 - 2019年） - 2作品
- YAMAP（2018年、青羽ここな）
- RPAテクノロジーズ『BizRobo!』現場編・経営者編TVCM（2021年、ナレーション）
- マイナンバーカード関連CM（2022年 - 2025年、マイナちゃん、マイナパパ、マイナママ） - 9シリーズ
- コミック百合姫CM（2023年 - 2024年、白鷺陽芽） - 2シリーズ
- 劇場版プロジェクトセカイ コラボCM（2024年 - 2025年、花里みのり） - 2シリーズ

実写出演
- 真・女神転生 デビルチルドレン 炎の書・氷の書（2003年）
- セザール（2004年）
- 日本マクドナルド（ハッピーセット〜チキン・リトル編）（2005年）
- Google Chrome（2011年、「あなたのウェブを、はじめよう。」初音ミク編）
- グランドサマナーズ『ゴブリンスレイヤーコラボ』（2019年）

PV
- 101番目の百物語 PV（2012年、一之江瑞江）
- 第8回MF文庫Jライトノベル新人賞企画『風に舞う鎧姫』PV（2012年、ナレーション）
- ゴブリンスレイヤー PV（2016年、ナレーション）
- アストロガールズ PV（2016年 - 2017年、雨立申）
- みどり市観光プロモーションビデオ『みどりの四季』（2017年、ナレーション）
- NTTコムウェア『Smart Cloud オーケストレータ』『Smart Cloud Phone』PV（2019年、ナレーション）
- 猫娘症候群 アニメPV（2019年、白椛雪）
- 『こわれたせかいの むこうがわ 〜少女たちのディストピア生存術〜』PV（2020年、カザクラ）
- 私の百合はお仕事です! コミック第7巻発売記念PV（2020年、白木陽芽）
- めちゃコミック×本屋さん『僕の心のヤバイやつ』『よふかしのうた』『高嶺のハナさん』（2020年、ナレーション）
- GANTZ:Eコミックス第2巻発売記念PV（2021年、お春）
- TikTok動画コンテスト公式動画（2021年、ナレーション）
- マイナンバー制度解説動画（2022年、マイナちゃん）
- 勇者の旅の裏側で PV（2024年、リュイス）

MV
- lecca 「Dear」（2006年『URBAN PIRATES』収録曲）

VP
- 東京書籍（2004年）
- 小児喘息の薬物管理（2004年）
- 東芝テック（2005年）
- 元気に再チャレンジ! 〜キラキラしている女性たち〜（2006年） - 山田未来役
- Roland グランドピアノのひみつ / セサミでドレミ もっと好きになるピアノのお話（2006年） - ゆい役
- 日本国際映画著作権協会 小倉唯のコミケニュース84 STOP!違法ダウンロード編（2013年）

その他の動画コンテンツ
- 初音ミク -Project DIVA-発売記念動画
  - 【小倉唯】The secret garden【歌ってみた】 - ニコニコ動画（2009年7月14日）
    - 歌ってみた

  - 【小倉唯】「みくみくにしてあげる♪【してやんよ】」を踊ってみた - ニコニコ動画（2009年7月14日）
    - 「踊ってみた」カテゴリで最高位2位、2010年7月1日に再生回数100万回を達成。

  - 【小倉唯】「みくみくにしてあげる♪【してやんよ】」【メイキング】 - ニコニコ動画（2009年7月23日）
    - カメラリハーサル

- 読売新聞『編集手帳』（2019年、朗読）
- ヒーロー文庫『魔神少女と孤独の騎士』朗読動画（2021年、ミニ朗読）

### アプリ
2010年代
- すき☆こえ（2010年、着ボイス）
- 神様のメモ帳 めざまし（2011年、アリス）
- ロウきゅーぶ!めざまし 〜ひなた〜（2011年、袴田ひなた）
- ギター少女!（2011年、御茶水エリカ）
- Z/X PLAYER VOICE DEVICE（2013年、各務原あづみ）
- ダウンロードボイス（2016年、阿賀野裕子）
- きせかえ音楽プレイヤー（2017年 - 2018年）
- マガジンポケット（2017年） - アプリ限定グラビア出演
- HUGっと!プリキュア クリスタルコレクション（2018年、輝木ほまれ / キュアエトワール）
- まいにちコンパイルハート（2019年、ロム）

2020年代
- dアニメストア インフィニット・デンドログラム VOICE付き きせかえ（2020年、キューコ）
- AR SQUARE（2020年、モクリ）
- midori-みどり市観光ナビ-（2020年、日本語ナレーション）
- ARSTAGE『ぐんまちゃんシリーズ バーチャルフィギュア「みーみ」』（2022年、みーみ）
- 兽耳助手（2023年 - 2024年、苏纳） - 海外向けアプリ
- HoloModels『ポールプリンセス!! デジタルフィギュア』スペシャルボイス（2024年、東坂ミオ）

LINEスタンプ
- シャドウバース ボイス付きスタンプ 第1弾・第2弾（2017年、ルナ）
- しゃべる！乖離性ミリオンアーサースタンプ（2018年、ニムエ）
- プリンセスコネクト!Re:Dive第2弾（2021年、キョウカ）
- ウマ娘 プリティーダービー 第2レース（2023年、マンハッタンカフェ）

### 玩具・グッズ
音声出演
- 電撃文庫かるた 読み上げCD付きデラックス版（2012年、詠み人）
- ヤマノススメ関連商品（2015年、青羽ここな）
- モンスターストライク関連商品（2018年 - 2019年、パンドラ）
- HUGっと!プリキュア関連商品（2018年、輝木ほまれ / キュアエトワール）
- Astell&Kern ハイレゾオーディオプレイヤー AK70 MKII Yui Ogura Edition（2018年、スペシャルボイスメッセージ）
- TOoKA BASEブランド TRUE WIRELESS STEREO EARPHONES（2021年、オリジナル音声、ナッセ）

その他
- ANNA SUI×小倉唯コラボレーションアイテム（2019年）
- Honey Cinnamon×小倉唯プロデュースアパレル「HONEYui」（2019年）

### パチンコ・パチスロ
2010年代
- CRフィーバーアクエリオンEVOL（2015年、ユノハ・スルール）
- 十字架3（2016年、カリナ、聖ジェシカリナ）
- CR織田信奈の野望（2016年、竹中半兵衛）
- パチスロ Z/X IGNITION（2017年、各務原あづみ）
- ドリスタせかんど（2017年、カリナ）
- 回胴性ミリオンアーサー（2017年、ニムエ）
- パチスロアクエリオンEVOL（2017年、ユノハ・スルール）
- 戦国美少女 織田信奈の野望（2017年、竹中半兵衛）
- CR織田信奈の野望II（2018年、竹中半兵衛）
- CRフィーバーアクエリオンW（2018年、ユノハ・スルール）
- PフィーバーアクエリオンW 最終決戦Ver.（2019年、ユノハ・スルール）
- P咲 -Saki- 阿知賀編 episode of side-A（2019年、園城寺怜）

2020年代
- Pフィーバーアクエリオン ALL STARS（2020年、ユノハ・スルール）
- Pガールフレンド（仮）（2021年、朝比奈桃子）
- P織田信奈の野望 全国版（2021年、竹中半兵衛）
- パチスロアクエリオン ALL STARS（2022年、ユノハ・スルール）
- P sin 七つの大罪 X-TREME（2023年、ベルゼバブ）
- Pフィーバーアクエリオン極合体（2023年、ユノハ・スルール、河津ユノ）
- Lゴブリンスレイヤー（2023年、女神官）
- Pゴブリンスレイヤー（2023年、女神官）
- S 織田信奈の野望 全国版（2023年、竹中半兵衛）
- Pフィーバーありふれた職業で世界最強（2023年、ミュウ）
- Lパチスロ ありふれた職業で世界最強（2025年、ミュウ）
- スマスロ マギアレコード 魔法少女まどか☆マギカ外伝（2025年、二葉さな）
- P織田信奈の野望 下剋上（2025年、竹中半兵衛）
- e マギアレコード 魔法少女まどか☆マギカ外伝（2025年、二葉さな）

### その他コンテンツ
イベント・キャンペーン
- 群馬県警 桐生警察署一日警察署長（2003年9月21日・2016年4月6日）
- ヤマノススメコラボイベント
  - 西武鉄道 車内放送・構内放送（2014年 - 2016年）
  - 西武ドーム 始球式・場内アナウンス（2014年7月12日・2018年7月9日・2022年9月19日）

- アストロガールズ（2016年 - 2017年、雨立申）
- めちゃコミック×本屋さん（2021年、イメージキャラクター）
- ぐんま特使（2023年 - ）
- 劇場版ウマ娘Fビレッジコラボナイター エスコンフィールドHOKKAIDO 始球式（2024年6月13日）

みどり市観光大使
2016年10月22日より3年間、2019年10月より2期目、2022年10月より3期目
- みどり市東町路線バス 車内アナウンス（2017年11月3日 - ）
- 令和2年みどり市成人式ビデオレター（2020年1月12日）
- ながめ余興場アートライブ（2021年12月12日、エンタメ応援スペシャルコメント）
- ボートレース桐生 舟券自動発売機 音声案内（2023年7月5日 - ）

他の音声案内
- カードラボ 店内放送（2017年2月 - 7月・2020年6月）
- アトレ秋葉原 館内放送（2018年、王手李亞）
- バーチャルマーケット4 モクリプロジェクトブース（2020年、モクリ）
- よみうりランド園内アナウンス（2022年12月28日）
- ワンダーパーラーカフェ 店内放送（2023年、白鷺陽芽）
- ハニトーカフェ秋葉原店 店内放送（2023年、キョウカ）
- 西武鉄道 構内放送（2024年、三月なのか）

その他
- まよチキ!（2011年、第9話原画 チョコネームプレート）
- 最近、妹のようすがちょっとおかしいんだが。（2014年、エンディングスタッフ スペシャルイラストレーター）
- カラー改訂版 まるおぼえ英単語2600（2014年、日本語ナレーション）
- 温泉むすめ（2018年、水上凛心）
- poiq（2024年、初々しい）

## ライブ・イベント

### 単独イベント
| 出演日         | タイトル                                                                                     | 会場・公演規模                                            |
| -------------- | -------------------------------------------------------------------------------------------- | --------------------------------------------------------- |
| 2018年12月21日 | 小倉唯 FCイベント「ゆいゆい＊カンパニー社員総会 〜Xmasイブ×3♪〜」                            | 相模女子大学グリーンホール（神奈川県）・FCイベント・2公演 |
| 2019年10月6日  | 専修大学神田鳳祭「小倉唯のはじめまして学園祭！in専修大学」                                   | 専修大学神田キャンパス（東京都）                          |
| 2019年10月20日 | 奈良県立医科大学白橿生祭 小倉唯トークショー                                                  | 奈良県立医科大学（奈良県）                                |
| 2020年1月3日   | 小倉唯 FCイベント「Yui's＊Company.社員総会 〜New Year Party♪2020〜」                         | 舞浜アンフィシアター（千葉県）・FCイベント・2公演         |
| 2020年8月15日  | 小倉唯オンラインバースデーパーティー2020〜ゆいとおうちクッキング♪〜                          | FCイベント・オンライン開催                                |
| 2021年3月7日   | ゆいこむ ONLINE PROGRAM                                                                      | FCイベント・オンライン開催                                |
| 2021年12月11日 | Yui’s＊Company.社員総会 2021 〜Twinkle Holy Day♪〜                                           | 神奈川県民ホール（神奈川県）・FCイベント・2公演           |
| 2022年8月11日  | ゆいこむ特別総会 -出張版- 〜小倉唯 Birthday Party♡2022〜                                     | 森ノ宮ピロティホール（大阪府）・FCイベント・2公演         |
| 2022年8月21日  | ゆいこむ特別総会 -出張版- 〜小倉唯 Birthday Party♡2022〜                                     | 竹芝ニューピアホール（東京都）・FCイベント・2公演         |
| 2022年12月28日 | Yui's＊Company.大忘年会2022〜天真爛漫ゆいらんらん♪〜                                         | 日テレらんらんホール（東京都）・FCイベント・2公演         |
| 2023年8月30日  | 【ゆいテン！10時間生配信（2）】〜これをやらないと終えられまテン!!唯ちゃんと過ごす夏休み編♡〜 | FCイベント・オンライン開催                                |
| 2023年12月16日 | 『＃ゆいしょ! 〜小倉唯といっしょ!〜』 はじめての公開録音♡                                    | 科学技術館サイエンスホール（東京都）・3公演               |
| 2024年5月25日  | ゆいちゃん・ハローキティ〜きらきらリボン♡大作戦〜supported by WILLER ACROSS                  | サンリオピューロランド（東京都）・3公演                   |
| 2024年6月8日   | Yui Ogura Fan Meeting in Seoul presented by KOE                                              | CTSアートホール（ソウル市）・2公演                        |
| 2024年8月15日  | 小倉唯 Birthday Event 2024 “唯涼祭”〜Cute or Cool?〜                                         | LINE CUBE SHIBUYA（東京都）・2公演                        |
| 2025年1月11日  | Yui’s＊Company.社員総会2025〜あけおめ Rock you ☆The time has come〜                          | 昭和女子大学人見記念講堂（東京都）・FCイベント・2公演     |
| 2025年3月30日  | ⼩倉唯♡ユイースター祭 2025♡〜もっと輝くわたしになぁれ！〜 with美的                           | はまぎんホール ヴィアマーレ（神奈川県）・2公演            |
| 2025年5月17日  | Yui Ogura Fan Meeting 2025 in Seoul presented by KOE                                         | YES24 WANDERLOCH HALL（ソウル市）・2公演                  |
| 2025年7月13日  | 小倉唯 Birthday Event 2025『Magical♡Party〜永遠の魔法〜』                                    | サンケイホールブリーゼ（大阪府）・2公演                   |
| 2025年8月16日  | 小倉唯 Birthday Event 2025『Magical♡Party〜永遠の魔法〜』                                    | LINE CUBE SHIBUYA（東京都）・2公演                        |